# Pel Maoudé
Pel Maoudé est une localité et une commune rurale du Mali de l'arrondissement de Koporokendié Na, dans le cercle de Koro et la région de Bandiagara.

## Géographie
La localité de Pel Maoudé est située sur la route nationale RN 15 (axe Bankass-Koro) à 21 km à l'ouest du chef-lieu de cercle Koro. 

## Villages
La commune s'étend sur 9 localités relevées lors du recensement général de 2009. 
Les villages les plus peuplés sont :

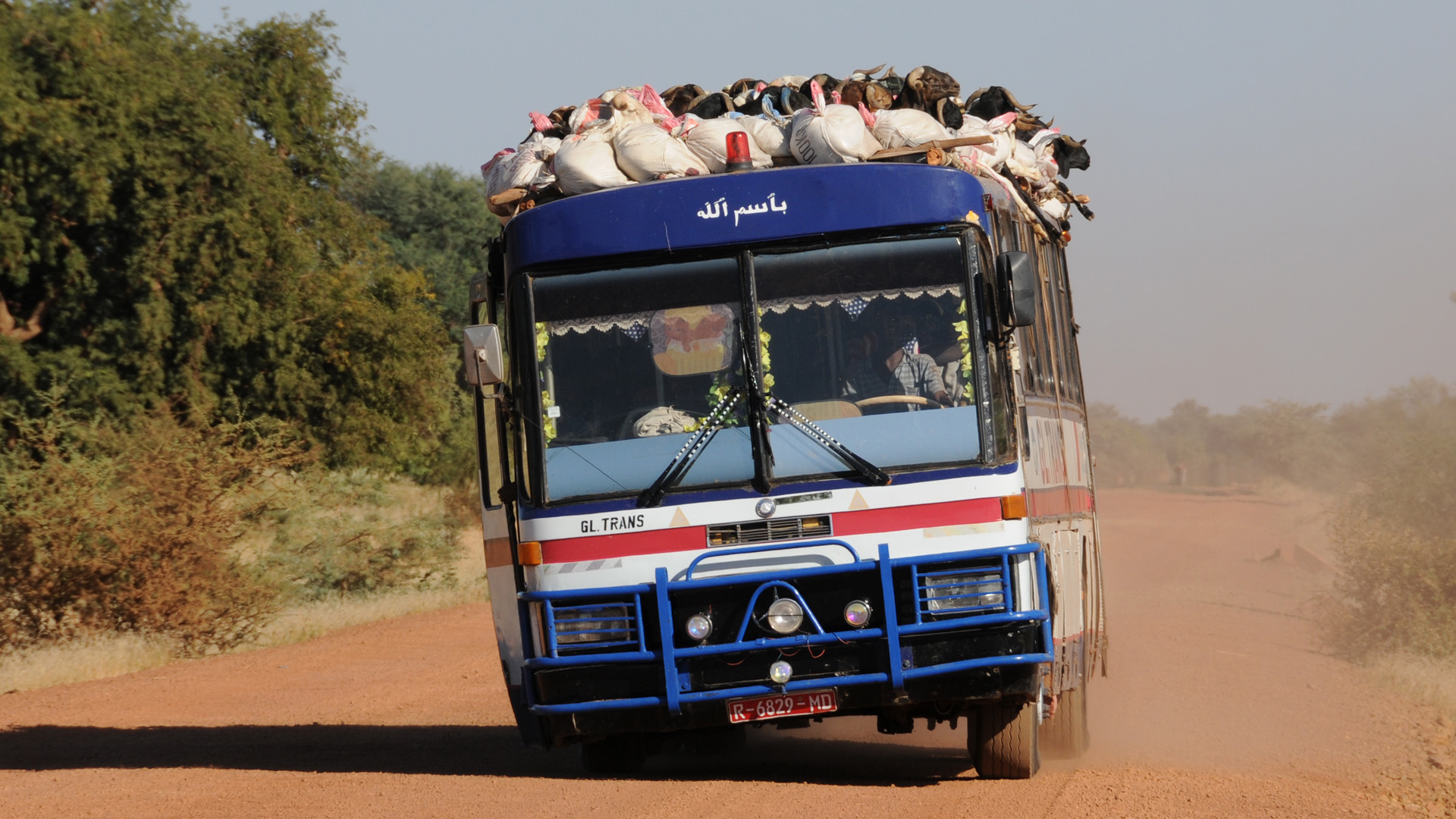
Véhicule aux abords de Pel Maoudé (RN 15)

- Pel Maoudé (3 510 habitants)
- Baraniongole (1 912 habitants)
- Temagolo (1 805 habitants)